# コーギス
コーギス（The Korgis）は、1980年のヒット・シングル「永遠の想い (Everybody's Got to Learn Sometime)」で主に知られるイギリスのポップ・バンド。バンドは元々、歌手/ギタリスト/キーボード奏者のアンディ・デイヴィス（アンディ・クレズウェル・デイヴィス、1949年8月10日生まれ）と、歌手/ベーシストのジェームス・ウォーレン（1951年8月25日生まれ）という、1970年代のバンドであるスタックリッジの元メンバーと、ヴァイオリニストのスチュアート・ゴードンと、キーボード奏者のフィル・ハリソンで構成されていた。

## 略歴
コーギスは、1979年3月初旬に彼らのマネージャーであるニック・ヒースとティム・ヒースが所有するレーベルであったリアルト・レコード (Rialto Records)から、最初のシングル「Young 'n' Russian」をリリースした。ドラマーのビル・バークスが短期的に参加し、次のシングル「とどかぬ想い (If I Had You)」がすぐにリリースされ、全英シングルチャートで13位にランクインした。『トップ・オブ・ザ・ポップス』に出演し、1979年7月にグループ名を冠したデビュー・アルバム『The Korgis』（邦題『とどかぬ想い / 噂のコーギス』）リリースのプロモーションを行った。
フォローアップ・シングルとなる「Young 'n' Russian」の再リリースと「I Just Can't Help It」は、チャートにおいて惨敗。しかし、2枚目のアルバム『永遠の想い』（Dumb Waiters、1980年）からの次のシングルが「永遠の想い (Everybody's Got to Learn Sometime)」（1980年）であり、3か国でヒットし、イギリスでは5位、アメリカでは18位、そしてオーストラリアでは11位に達した。このアルバムは1980年、イギリスでナンバー40に達し、シングル「If It's Alright With You Baby」「Rovers Return」が続いて発表された。セカンド・アルバムとそこからのシングルをリリースしたことで得た商業的ブレイクスルーは、バンドを維持するのにに十分ではなく、デイヴィスがサード・アルバム『スティッキー・ジョージ』のレコーディング前にバンドを脱退した。多くの作詞作曲クレジットを持っていたにもかかわらず。『スティッキー・ジョージ』からのリード・シングル「That Was My Big Mistake」は、デイヴィスとウォーレンが別々の道を歩み出したことを示すため、「ジェームス・ウォーレン&コーギス」という名義でリリースされた。1980年の終わりまでに、ゴードンとハリソンもバンドを脱退。その後、バンドは、ギタリストのジョン・ベイカー、ドラマーのロイ・ドッズ、キーボーディストのマギー・スチュワートの参加によって補強された。このラインナップは、「Everybody's Got to Learn Sometime」とその後のシングルをヨーロッパのテレビやプロモーション出演で宣伝するために続けられた。翌年、バンドにはフルート奏者のスティーヴ・バックが加わり、最終的に実現できなかったもののコーギスによるライブが検討されたが、1982年にバンドは解散させられ、ウォーレンはソロ活動に入った。シングル「Don't Look Back」は、もともと『スティッキー・ジョージ』のセッションにおけるデモだったが、バグルス、フランキー・ゴーズ・トゥ・ハリウッド、ダラー、イエスとの仕事で知られるトレヴァー・ホーンによってリミックスされ、1982年の夏にロンドンレコードから発表された。ホーンとの続くシングル「Endangered Species」が計画されたが、実現することはなかった。
ウォーレンは1986年に『バーニング・クエスチョンズ』というタイトルのソロ・アルバムを発表した。この時代のシングルのいくつかは「コーギス」（本質的にこの期間中はウォーレンだけで構成された一人のバンド）名義でリリースされ、アンディ・デイヴィスによって共同でプロデュースされた。
バンドは1990年に再結成し、「Everybody's Got to Learn Sometime」を再録音した。ウォーレン、デイヴィス、ベイカーで構成される再編されたグループは、1992年にアルバム『フォー・エヴリワン』をリリースし、1993年に再び解散するまでに、ヨーロッパと日本において、ある程度の成功を収めた。
1999年にはエドセル・レコードによって3枚のオリジナル・コーギスのアルバムが再発され、続いてサンクチュアリ・レコード / キャッスル・コミュニケーションズによる2枚組のアンソロジー『ドント・ルック・バック〜ヴェリー・ベスト・オブ・ザ・コーギス』が2003年に発表された。
2005年、ウォーレン、デイヴィス、ベイカーは、DVD /コンピレーション・アルバム『コレクション (Kollection)』の撮影のために再会し、翌年にエンジェル・エアー・レコードというレーベルからリリースされた14曲入りのアルバム『Unplugged』を録音した。
2006年、コーギスは13年ぶりのシングル「Something About The Beatles」をリリースした。これは、Myspaceでも聴くことができた。この曲は、遅ればせながらはっきりとジョン・レノンの影響を認めており、それはレノンの1970年代初期の作品がもつ幽玄な音をとらえた「とどかぬ想い」と「永遠の想い」からも非常に強く感じられたものである。バンドは、ジョン・レノンが殺害される直前、当時のインタビューでその影響を認めている。
元メンバーのスチュアート・ゴードンは、2014年8月28日に肺がんで亡くなった。63歳であった。
スタックリッジが2014年にツアーを中断したとき。ウォーレンとデイヴィスは、2015年にコーギス名義でスタックリッジとまったく同じ5人編成のラインナップを使用してイギリス・ツアーを企画した。再編成されたスタックリッジは通常、ライブ・セットにコーギスの数曲を含んでいた。スタックリッジは2017年に解散し、フェアウェル・コンサートの録音が『ファイナル・バウ ブリストル2015』としてリリースされた。
2017年、ウォーレンは、古い仲間でギタリスト/アレンジャーのアル・スティールに後押しされ、ジェームス・ウォーレン・アンド・フレンズとしていくつかのライブ日程をこなした。これにはコーギスのセットが含まれ、コーギス・フィーチャリング・ジェームス・ウォーレンとしての最初のツアーへとつながった。最初のギグは、2018年8月のサンシャイン・フェスティバルで、スタックリッジからジョン・ベイカーとグレン・トミー（「Everybody's Got To Learn Sometime」のオリジナルでも演奏）、そして1990年代のツアー・バンドからアル・スティールが戻ってきた。2019年、バンドはリーズ、ショアハム、ブリストル、ロンドンの100クラブで演奏を行った。2020年のコロナウイルス感染症によるロックダウン中に、コーギスは約30年ぶりとなるニュー・アルバムの録音を開始した。これは『Kartoon World』というタイトルで企画され、2021年初頭にリリースされた。このアルバムには共通項があり、「コンセプト・アルバム」と呼ぶこともできる。2022年2月11日、彼らは再び100クラブで演奏を行い、新しいアルバムから多くの曲をフィーチャーした。

## カバー・バージョン
2004年9月、ズッケロとヴァネッサ・カールトンは、「Everybody's Got to Learn Sometime」のカバー・バージョンでフランスのチャートに登場し、一定の成功を収めた。同年、ベックもミシェル・ゴンドリーの映画『エターナル・サンシャイン』でこの曲をカバーした。2003年にはイレイジャーのカバー・アルバム『アザー・ピープルズ・ソングス』に収録された。
「Everybody's Got to Learn Sometime」の他のカバー・バージョンも、この曲を何年にもわたって全英シングルチャートに戻してきた。特筆すべきは、ドリーム・アカデミー（1987年）、YAZZ（1994年）、ベイビーD（1995年）、アーミー・オブ・ラバーズ（1995年）、ドイツのテクノデュオであるMarc et Claude（2000年）によるものである。1997年、ア・カペラ・グループのキングズ・シンガーズがジェームス・ウォーレンのリード・ボーカルでこの曲をレコーディングした。トレイシー・ウルマンとロッド・スチュワートは「If I Had You」をカバーした。ワイルドハーツのジンジャーは、1998年に「If I Had You」をライブで演奏しており、2枚組アルバム『Grievous Acoustic Behaviour (Live At The 12 Bar)』で聴くことができる。
ソビエトのシンセポップ/シンセウェイヴ・バンドのフォーラムも、「Falling Leaves」というタイトルでロシア語によるカバーをリリースした。一部の西側諸国で限定リリースされた他の多くの作品とは異なり、この録音はレーベル（アサイラム）またはバンドとの事前の合意なしに行われ、旧ソビエト連邦以外では事実上知られていない。
2005年、カナダのミュージシャンからレコード・レーベルの幹部に転向した、ブルズアイ・レコードのジェイミー・ヴァーノンは、「Everybody's Got to Learn Sometime」をフィーチャーした2枚目のソロ・アルバム『Time Enough at Last』をリリースした。
別の「Everybody's Got to Learn Sometime」のカバー・バージョンが、オランダのバンド、Krezipによって録音された。2008年、オランダのエレクトロ・ハウス・プロデューサーであるレイドバック・ルークは、「Everybody's Got to Learn Sometime」の海賊版リミックスをリリースした。また2008年には、グラスゴーを拠点とするバンドのグラスヴェガスがこの曲をカバーした。それは彼らのシングル「Geraldine」のB面としてだった。
2008年、ベックはロンドンのハイドパークで開催されたO2ワイヤレス・フェスティバルで「Everybody's Got to Learn Sometime」を演奏した。
The Fieldとして知られるスウェーデンのアーティストが、「Everybody's Got to Learn Sometime」のカバーを含むアルバム『Yesterday and Today』（2009年）をリリースした。
「Need your Lovin」と呼ばれるバージョンが、オリジナルのコーギスのトラックをサンプリングして、1992年にジャングル・プロデューサーのNRGにより作成され、これをもとにベイビーDが独自のバージョンを作成した。
2010年、ザ・コアーズのシャロン・コアーは、ソロ・アルバム『Dream Of You』で「Everybody's Got to Learn Sometime」のカバーをリリースした。
2011年、ニコラ・ロバーツは、ポップ・バンドのガールズ・アラウドが活動休止している間にリリースされた彼女のデビュー・アルバム『Cinderella's Eyes』にこの曲のカバー・バージョンを収録した。

## メンバー

### 現在のメンバー
- ジェームス・ウォーレン (James Warren) - ベース、ボーカル、ギター、キーボード (1978年–1982年、1985年–1986年、1990年–1993年、2005年– )
- ジョン・ベイカー (John Baker) - ギター、ボーカル、キーボード (1980年–1982年、1990年–1993年、2005年–2014年、2017年– )
- アル・スティール (Al Steele) - ギター (2017年– )
- ポール・スミス (Paul Smith) - ドラム (2017年– )
- ナイジェル・ハート (Nigel Hart) - キーボード (2019年– )
- ジェイ・マーシャル (Jay Marshall) - バック・ボーカル (2017年– )
- エミー・リヴァース (Emmy Rivers) - バック・ボーカル (2017年– )
- アヴァ・ヴォランテ (Ava Volante) - バック・ボーカル (2017年– )

### 旧メンバー
- アンディ・クレズウェル・デイヴィス (Andy Cresswell-Davis) - ギター、ボーカル、キーボード、ドラム (1978年–1980年、1990年–1993年、2005年–2007年)
- スチュアート・ゴードン (Stuart Gordon) - ヴァイオリン (1978年–1980年) ※2014年死去
- フィル・ハリソン (Phil Harrison) - キーボード (1978年–1980年)
- ビル・バークス (Bill Birks) - ドラム、アコースティックギター (1979年)
- ロイ・ドッズ (Roy Dodds) - ドラム (1980年–1982年)
- マギー・スチュワート (Maggie Stewart) - キーボード (1980年–1982年)
- スティーヴ・バック (Steve Buck) - フルート、ドラム (1981年–1982年)
- グレン・トミー (Glenn Tommey) - キーボード、ボーカル (2015年–2019年)

### 旧ツアー・ミュージシャン
- エディ・ジョン (Eddie John) - ドラム、ボーカル (2015年)
- クレア・リンドレイ (Clare Lindley) - ヴァイオリン、ギター、ボーカル (2015年)

## ディスコグラフィ

### アルバム
- 『とどかぬ想い / 噂のコーギス』 - The Korgis (1979年)
- 『永遠の想い』 - Dumb Waiters (1980年) ※旧邦題『ダム・ウェイターズ』
- 『スティッキー・ジョージ』 - Sticky George (1981年)
- 『バーニング・クエスチョンズ』 - Burning Questions (1986年) ※ジェームス・ウォーレン・ソロ名義
- 『フォー・エヴリワン』 - This World's for Everyone (1992年)
- Kartoon World (2021年)

### ライブ・アルバム
- Unplugged (2006年)

### コンピレーション・アルバム
- 『ベスト・オブ・コーギス』 - The Best of The Korgis (1983年)
- The Best of & the Rest of The Korgis (1990年)
- Archive Series (1997年)
- Greatest Hits (2001年)
- Klassics – The Best of The Korgis (2001年)
- 『ドント・ルック・バック〜ヴェリー・ベスト・オブ・ザ・コーギス』 - Don't Look Back – The Very Best of The Korgis (2003年)
- 『コレクション』 - Kollection (2005年)
- 『エヴリボディズ・ガット・トゥ・ラーン・サムタイム:コンプリート・リアルト・レコーディングス1979-1982』 - Everybody’s Got To Learn Sometime: The Complete Rialto Recordings 1979-1982 (2016年)

### シングル
- "Young 'n' Russian" / "Cold Tea" (1979年)
- 「とどかぬ想い」 - "If I Had You" (Single Version) / "Chinese Girl" (1979年) ※全英13位
- "Young 'n' Russian" / "Mount Everest Sings the Blues" (1980年) ※再発盤
- "I Just Can't Help It (Remix)" / "O Maxine" (1980年)
- 「永遠の想い」 - "Everybody's Got to Learn Sometime"  / "Dirty Postcards" (1980年) ※全英5位、全米18位、豪11位、仏1位、スペイン1位
- "If It's Alright With You Baby" / "Love Ain't Too Far Away" (1980年) ※全英56位
- "Dumb Waiters" / "Perfect Hostess" (1980年)
- "Rover's Return" / "Wish You A Merry Christmas" (1980年)
- "That Was My Big Mistake" (Edit) / "Can't We Be Friends Now" (1981年) ※ジェームス・ウォーレン&コーギス名義
- "All The Love in the World" (Edit) / "Intimate" (1981年)
- "Don't Say That It's Over" (Single Version) / "Drawn And Quartered" (1981年)
- "Sticky George" / "Nowhere To Run" (Single Version) (1981年) ※ジェームス・ウォーレン&コーギス名義
- "Don't Look Back" /"Xenophobia" (1982年)
- "Burning Questions" / "Waiting For Godot" (1985年)
- "Burning Questions" (Extended) / "Waiting For Godot" (1985年) ※12インチ
- "True Life Confessions" / "Possessed" (Edit) (1985年)
- "True Life Confessions" (Extended) / "I Know Something" / "Possessed (edited)" (1985年) ※12インチ
- "They Don't Believe in Magic" / "I'll Be Here" (1986年) ※ジェームス・ウォーレン名義
- "It Won't Be the Same Old Place" (Single remix by David Lord) / "Climate of Treason" (1986年) ※ジェームス・ウォーレン名義
- "How Did You Know?" / "Can You Hear the Spirit Dying" (James Warren, 1987年)
- "True Life Confessions" ('88 Remix by Kenny Denton) / "Possessed" (edit) (1988年) ※コーギス名義
- "Everybody's Gotta Learn Sometime" (1990 re-recording) / "Everybody's Got to Learn Sometime" (Instrumental) / "This World's for Everyone" (Home demo version) (1990年)
- "One Life" / "Wreckage of a Broken Heart" / "No Love in the World" (1992年)
- "Everybody's Gotta Learn Sometime – DNA Remixes" (Slow & Moody 7") / (Slow & Moody 12") / (12" Disco Heaven Mix) /(Housey 7") (1993年)
- "Something About The Beatles" / "It All Comes Down To You" / "Everybody's Gotta Learn Sometime" (2006年)
- "The Ghost Of You" (2020年)
- "Bringing Back The Spirit Of Love" (2020年)
- "Time (Song For Dom)" (2021年)
- "Magic Money Tree" (2021年)